# Tianying-Höhenforschungsraketen
Tianying-Höhenforschungsraketen (chinesisch 天鷹探空火箭 / 天鹰探空火箭, Pinyin Tiānyīng Tànkōng Huǒjiàn, kurz TY) sind eine von der chinesischen Akademie für Feststoffraketentriebwerkstechnik in Xi’an hergestellte Familie von kleineren Raketen zur Erforschung der Hochatmosphäre.

## Wichtige Modelle

### Tianying 3
Im Jahr 1996 begann das Forschungsinstitut 41 der Akademie für Feststoffraketentriebwerkstechnik,
wegen der englischen Bezeichnung Academy of Aerospace Solid Propulsion Technology oft „AASPT“ abgekürzt, unter der Leitung von Projektleiter Yang Jun (杨军), Chefingenieurin Peng Qinsu (彭勤素) und ihrem Stellvertreter Lu Rui (卢睿) mit der Entwicklung einer reinen Festtreibstoff-Höhenforschungsrakete.
Die frühen Höhenforschungsraketen der T-7-Serie besaßen bei der Kernstufe ein Flüssigkeitstriebwerk und waren durch die Notwendigkeit zur Betankung vor Ort relativ schwierig zu handhaben. Da die AASPT zu diesem Zeitpunkt unter dem Markennamen „Tianying“ bzw. Skyhawk bereits Regenraketen und Hagelraketen herstellte, wurde die erste Höhenforschungsrakete Tianying 3 (天鹰三号, Pinyin Tiānyīng Sānhào) genannt. Die Rakete ist 6,1 m hoch, hat einen Durchmesser von 45 cm,
wiegt 1,16 t und kann eine Nutzlast von 50 kg bis in eine Höhe von 220 km befördern. Im Oktober 2000 hatte sie ihren ersten Einsatz.
Die Rakete rotiert nach dem Start etwa zweimal pro Sekunde um die Längsachse. In einer Höhe von etwa 14 km ist der Treibstoff verbraucht und die Rakete wird nur noch von ihrem Schwung getragen. Knapp 50 Sekunden nach dem Start, in gut 70 km Höhe, trennt sich der Kopf von der Rakete ab, wofür keine Pyrobolzen oder Schneidladungen verwendet werden, sondern ein kaltes Trennungsverfahren. Es werden Bremsarme ausgefahren, die die Rotation stoppen. Nun können ab etwa 85 km Höhe sechs Minuten lang Experimente zu Kristallwachstum, Proteinbiosynthese etc. in annähernder Schwerelosigkeit (10−4 g) durchgeführt werden, ähnlich wie bei einem suborbitalen Flug. Der antriebslose Raketenkopf mit der Nutzlast fliegt in einer parabelförmigen Bahn noch bis in eine Höhe von gut 220 km und stürzt dann wieder auf die Erde zurück. In etwa 75 km Höhe endet die Schwerelosigkeit. In 6 km Höhe wird zunächst ein kleiner Bremsfallschirm ausgelöst, in 5 km Höhe dann der Hauptfallschirm und – in der ursprünglichen Version – ein GPS-Tracker. Die erste Version des chinesischen Beidou-Satellitennavigationssystems wurde erst im April 2004 für zivile Nutzer freigegeben.

### Tianying 4
Speziell für Wetterbeobachtungen wurde die kleinere Tianying 4 (天鹰四号, Pinyin Tiānyīng Sìhào) entwickelt. Sie ist 3,38 m hoch und hat einen Durchmesser von 20,4 cm, wiegt 150 kg und kann eine Nutzlast von 5 kg bis in eine Höhe von 80 km befördern. Diese Rakete hatte im August 2001 ihren Erstflug.
Im Juli 2009 erhielt die Akademie für Feststoffraketentriebwerkstechnik den Auftrag, für das am 5. Januar 2008 gestartete Meridian-Projekt zur Erforschung des Weltraumwetters meteorologische und Ionosphärenforschungs-Raketen zu entwickeln.
Zunächst wurde auf der Basis der Tianying 4 die Tianying 4A (天鹰四号甲, Pinyin Tiānyīng Sìhào Jiǎ) entwickelt, 3,4 m lang und 200 kg schwer,
die am 3. Juni 2010 bei einem von der Höhenforschungsabteilung Hainan durchgeführten Meridian-Experiment erstmals zum Einsatz kam.
Außerdem gibt es noch die Variante Tianying 4B (天鹰四号乙, Pinyin Tiānyīng Sìhào Yǐ), die im Dezember 2013 ihren Erstflug hatte
und unter anderem am 16. März 2014 zum Einsatz kam.
Allen Varianten der Tianying 4 ist gemeinsam, dass die Rakete von einer fahrbaren Startrampe aus gestartet wird. Kurz vor dem Erreichen des Scheitelpunkts der Bahn wird der Kopf mit einer pyrotechnischen Methode von der Rakete abgetrennt. Wenn dieser den Scheitelpunkt in etwa 70 bis 80 km Höhe erreicht hat, wird die Nutzlastverkleidung abgeworfen und der Fallschirm ausgelöst. Wenn die Gerätekapsel auf 60 km Höhe herabgestürzt ist, ist der Fallschirm vollständig entfaltet und Messdaten über Temperatur, Luftdruck etc. werden an eine Bodenstation gefunkt, bis die Kapsel auf 20 km Höhe herabgesunken ist. Die Fallgeschwindigkeit verlangsamt sich dabei ständig, von etwa 160 km/h in 60 km Höhe über 30 km/h in 40 km Höhe auf 6 km/h in 20 km Höhe.
Am Ende des Einsatzes kann die Nutzlastkapsel im Prinzip geborgen werden – sie landet mit einer Geschwindigkeit von weniger als 2 m/s – manche Einrichtungen, wie zum Beispiel die Höhenforschungsabteilung Hainan, starten jedoch auf das Meer hinaus und verzichten darauf.

### Tianying 3C
Während die ab Juli 2009 eingesetzten Raketen von Typ Tianying 3A und Tianying 3B militärischen Zwecken dienten, wurde die Tianying 3C (天鹰三号丙, Pinyin Tiānyīng Sānhào Bǐng) speziell für das Meridian-Projekt entwickelt. Die Rakete ist 6,5 m lang, wiegt 1,1 t und kann eine Nutzlast bis in eine Höhe von 197 km befördern.
Anders als bei der ursprünglichen Tianying 3 wird hier die Rotation bei Erreichen der Arbeitshöhe nicht gebremst, sondern für Messungen von Feldvektoren in der Ionosphäre genutzt. Hierzu ist es nötig, die Rotationsgeschwindigkeit der Rakete während des Aufstiegs präzise einzustellen und stabil zu halten.

### Tianying 3E
Die ab 2012 entwickelte Tianying 3D war wieder militärischer Auftrag. Im September 2014 fanden zwei Starts statt, bei denen eine Digitalkamera zu Testzwecken in eine Höhe von 330 km befördert wurde. Speziell für das Nationale Zentrum für Weltraumwissenschaften der Chinesischen Akademie der Wissenschaften entwickelte die AASPT ab 2012 die Tianying 3E (天鹰-3E), mit der in den oberen Schichten der Ionosphäre nicht nur Messungen des Weltraumwetters, sondern auch aktive Experimente durchgeführt werden sollten. Zu diesem Zweck wurde die Rakete mit einem Behälter ausgestattet, der beim Erreichen des Scheitelpunkts der Bahn in rund 190 km Höhe 1 kg Bariumstaub freisetzt, ein durch Sonnenstrahlung leicht ionisierbares Erdalkalimetall. Der elektrisch geladene Bariumstaub verteilt sich in Abhängigkeit von den Feldlinien, wodurch man Einblicke in die dynamischen Gesetzmäßigkeiten der Hochatmosphäre gewinnt. Am 5. April 2013 hatte die Rakete ihren Erstflug.

### Tianying 3F
Im Oktober 2013 prüfte eine gemeinsame Kommission von Experten des Zentrums für Weltraumwissenschaften und des Forschungsinstituts 41 der AASPT die Berichte von dem Start der Tianying 3E am 5. April jenes Jahres. Man kam zu dem Schluss, dass das Startgelände der Höhenforschungsabteilung Hainan östlich des Dorfes Fuke in der Großgemeinde Yaxing mit seinen Einrichtungen auch anspruchsvolle Aufgaben bewältigen konnte. Das Forschungsinstitut 41 legte einen ausgearbeiteten Plan für die Entwicklung einer zweistufigen Höhenforschungsrakete vor, der Tianying 3F (天鹰-3F). Der Plan wurde von den Vertretern des Zentrums für Weltraumwissenschaften gebilligt. Daraufhin wurde ein entsprechender Vertrag unterzeichnet.
Die 9 m lange und einen Durchmesser von 45 cm besitzende Rakete kann eine Nutzlast von 50 kg in eine Höhe von gut 300 km befördern.
Sie wird von einer fest montierten Startrampe mit einem aufrichtbaren, im Azimut drehbaren Turm mit einer 12 m langen Laufschiene gestartet
und erreichte bei ihrem zehn Minuten dauernden Erstflug am 27. April 2016 eine Höhe von 316 km.

### Tianying 6
Eine ungewöhnliche Aufgabe hatte die Tianying 6 (天鹰六号, Pinyin Tiānyīng Liùhào), mit der am 2. September 2018 auf dem Abfangraketen-Testgelände Korla (库尔勒反导试验场, eine Außenstelle des Kosmodroms Taiyuan)
der Überschallfallschirm der Marssonde Tianwen-1 getestet wurde. Um auf der Erde eine Landung in der dünnen Marsatmosphäre zu simulieren, ist eine Höhe von 33–50 km nötig. Hierfür war die Tianying 6 am besten geeignet, die an jenem Tag, mit einem verkleinerten Modell des Fallschirms ausgerüstet, bei vier Versuchen in Höhen von 44 km bis 54 km geschossen wurde. Dabei wurde die Entfaltung des Fallschirms getestet sowie Daten über die Kräfte gesammelt, die auf den Fallschirm einwirkten.
Die Tianying 6 ist 10 m lang, hat einen Durchmesser von 75 cm und besitzt ein Startgewicht von 5,1 t, davon 1,3 t für den Raketenkopf inklusive Nutzlast. Beim Antrieb wird eine besondere Technik verwendet, bei der in einer Röhre zwei „Stufen“ untergebracht sind. Das erste Triebwerk liefert einen durchschnittlichen Schub von 220,4 kN, das zweite Triebwerk 118,6 kN.

## Nutzlasten

### Haiyan A
Speziell für die Höhenforschungsrakete Tianying 4A entwickelte das damalige Zentrum für Weltraumwissenschaften und angewandte Forschung die meteorologische Nutzlastkapsel Haiyan A (海燕A型, Pinyin Hǎiyàn A Xíng), benannt nach der Sturmschwalbe aus Maxim Gorkis Gedicht „Das Lied der Sturmschwalbe“. Sie trennt sich auf dem Scheitelpunkt der Bahn in 70 km Höhe von der Rakete ab und sendet dann, nachdem sich der Fallschirm geöffnet hat, während des Sinkflugs im Bereich zwischen 60 km und 20 km Höhe kontinuierlich Daten über Temperatur, Luftdruck, Windrichtung und Windgeschwindigkeit an eine Telemetriestation auf dem Boden.

### Kunpeng 1
Die Nutzlastkapsel Kunpeng 1 (鲲鹏一号, Pinyin Kūnpéng Yīhào),  benannt nach einem mythologischen Riesenfisch, der sich in die chinesische Variante des Vogel Roch verwandelt, wurde vom Nationalen Zentrum für Weltraumwissenschaften zusammen mit dem Institut für Optik und Feinmechanik der Chinesischen Akademie der Wissenschaften in Xi’an (中国科学院西安光学精密机械研究所) sowie dem Institut für Kommunikationsnetze und Satellitenkommunikation der Technischen Universität Graz entwickelt.
Sie kam bislang mit Höhenforschungsraketen vom Typ Tianying 3C (2011) und Tianying 3E (2013) zum Einsatz.
Die Nutzlastkapsel enthält ein Gerät zur Messung des elektrostatischen Erdfelds mittels zweier ausfahrbarer Stabantennen, die mit dem Raketenkopf etwa zweimal pro Sekunde rotieren. Dazu kommt noch ein Gerät zur Messung des Gehalts von Ozon und Stickstoffdioxid in der Hochatmosphäre.
Außerdem befindet sich an Bord der Nutzlastkapsel auch eine Langmuir-Sonde, die zusammen mit italienischen Wissenschaftlern entwickelt wurde und mit der während des Auf- und Abstiegs der Kapsel die Elektronendichte in der Ionosphäre kontinuierlich gemessen werden kann.

### Kunpeng 1B
Für ein aus Mitteln des Programms 863 gefördertes Projekt zur senkrechten Aufnahme des Weltraumwetters (空间环境垂直探测) entwickelte das Nationale Zentrum für Weltraumwissenschaften die Nutzlastkapsel Kunpeng 1B(鲲鹏一号乙, Pinyin Kūnpéng Yīhào Yǐ), die zusammen mit der zweistufigen Höhenforschungsrakete Tianying 3F eingesetzt wird. Dieses Gerät verfügt über ein Lageregelungssystem, das es ermöglicht, nach dem Abtrennen des Raketenkopfs von der Rakete dessen Rotationsgeschwindigkeit zu steuern und seine Ausrichtung so nachzujustieren, dass die Messgeräte in einem optimalen Winkel zu den elektrischen und magnetischen Feldlinien in der Ionosphäre arbeiten können.
Anders als Kunpeng 1 verfügt diese Nutzlastkapsel nicht über einen Detektor für Spurengase, dafür aber über einen Ballon, der in einer Höhe von 100 km ausgesetzt wird und sich dann sofort selbst aufbläst. Während der Ballon in der oberen Atmosphäre treibt und langsam zu Boden sinkt, sendet er unablässig präzise Daten über seine Position an Empfangsstationen auf dem Boden. Im Falle der Höhenforschungsabteilung Hainan befinden sich diese Stationen in Eman (fest) und Haiwei (mobil). Aus dem Weg des Ballons können die Forscher genaue Informationen über Luftdichte, Windstärke und Windrichtung ableiten. Die Langmuir-Sonde zur Messung der Elektronen- und Ionendichte und das Gerät zur Messung des elektromagnetischen Erdfelds entsprechen im Prinzip der Ausstattung von Kunpeng 1, nur dass bei letzterem keine Stabantennen verwendet werden, sondern zwei Antennen aus einem weichen Kohlenstofffaser-Material, die vor dem Einsatz zusammengefaltet in der Kapsel liegen und nur 1/10 des Gewichts der Metallantennen haben.